# یواس‌اس ایندیپندنس (سی‌وی-۶۲)
یواس‌اس ایندیپندنس (سی‌وی-۶۲) (به انگلیسی: USS Independence (CV-62)) یک کشتی بود که طول آن ۱٬۰۷۰ فوت (۳۲۶٫۱ متر) بود. این کشتی در سال ۱۹۵۸ ساخته شد.